# Barnet F.C.
Barnet FC (/ˈbɑːrnɪt/) là một câu lạc bộ bóng đá có trụ sở tại Edgware, Anh. Đội bóng hiện thi đấu tại National League và có sân nhà ở The Hive từ năm 2013.

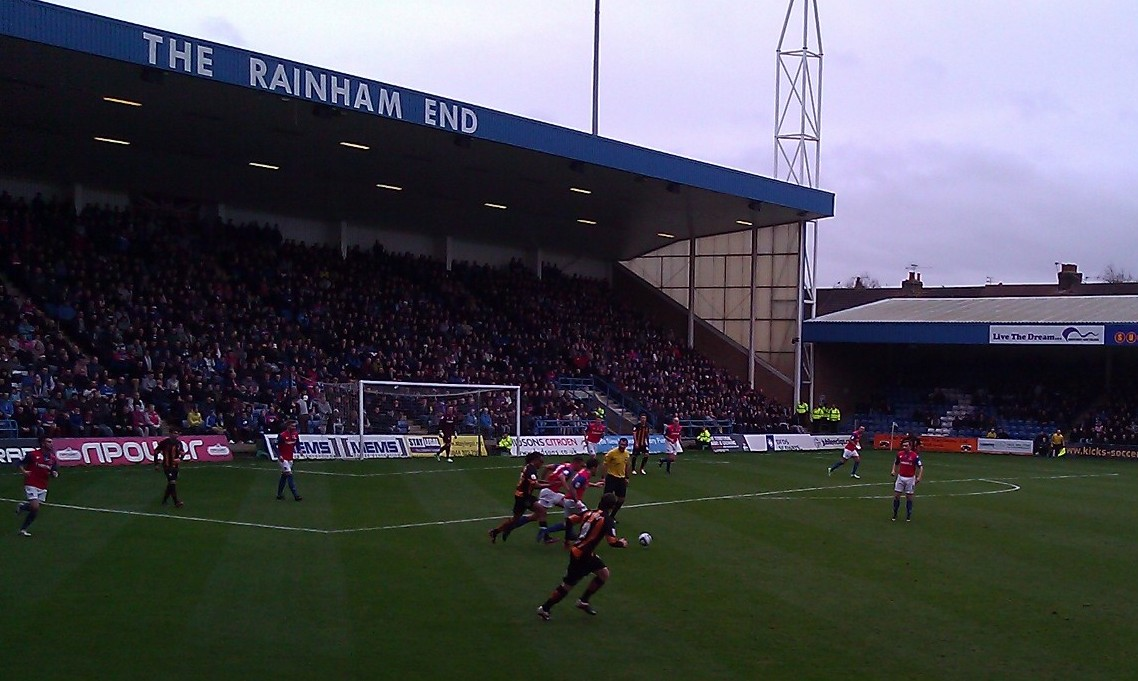
Barnet (trong trang phục áo sọc) thi đấu trên sân khách trước Gillingham vào tháng 12 năm 2012.

## Danh hiệu
- Football Conference:
  - Nhà vô địch các mùa giải 1990–91, 2004–05, 2014–15[3]
  - Á quân các mùa giải 1986–87, 1987–88, 1989–90[4]
- FA Trophy:
  - Á quân mùa giải 1971–72
- FA Amateur Cup
  - Nhà vô địch mùa giải 1945–46[5]
- Conference League Cup:
  - Nhà vô địch mùa giải 1989
  - Á quân các mùa giải 1984, 1986
- Southern League Division One:
  - Nhà vô địch mùa giải 1965–66
- Southern League Division One South:
  - Nhà vô địch mùa giải 1976–77
- Southern League Cup:
  - Nhà vô địch mùa giải 1971–72
  - Á quân mùa giải 1966–67
- Hertfordshire Senior Challenge Cup:
  - Nhà vô địch các mùa giải 1985–86, 1990–91, 1991–92, 1992–93, 1995–96, 2006–07, 2010–11
- Micky Mays Memorial Trophy:
  - Nhà vô địch các mùa giải 1978, 1980, 1981, 1982, 1984, 1985
- Middlesex Senior Cup:
  - Nhà vô địch các mùa giải 1931–32, 1932–33, 2021–22
- London Senior Cup:
  - Nhà vô địch các mùa giải 1937–38, 1940–41, 1946–47[5]
- Herts Senior Cup:
  - Nhà vô địch các mùa giải 1939–40, 1941–42, 1944–45, 1945–46, 1947–48, 1948–49, 1949–50, 1957–58, 1960–61, 1962–63, 1964–65, 1979–80, 1985–86, 1990–91, 1991–92, 1992–93, 1995–96, 2006–07, 2010–11[6]

## Sân vận động

### Underhill
Sân vận động đầu tiên của Barnet có tên là Underhill được thành lập vào năm 1907 khi câu lạc bộ bóng đá được đặt tên là Barnet & Alston. Câu lạc bộ đã kí hợp đồng thuê sân với kỳ hạn 100 năm. Trận đấu đầu tiên trên sân là gặp một câu lạc bộ London khác là Crystal Palace, kết thúc với tỷ số 1-0 nghiêng về Barnet.
Sức chứa của sân vận động thay đổi tăng qua các năm, đến năm 1964 sức chứa cuối cùng là 6.023.
Trận đấu cuối cùng của Barnet tại Underhill diễn ra vào ngày 20 tháng 4 năm 2013 trước Wycombe Wanderers với sự tham dự của 6.000 khán giả, câu lạc bộ đã giành chiến thắng 1-0.

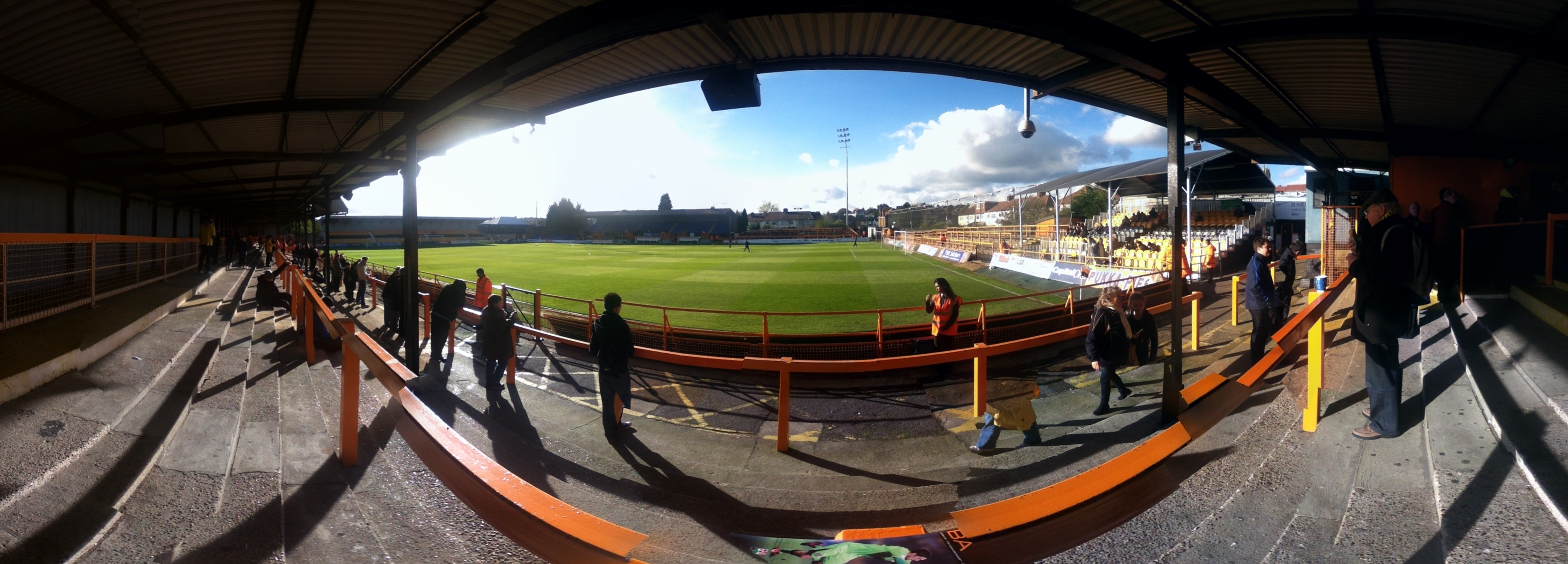
Sân vận động Underhill

### The Hive
Vào tháng 7 năm 2012 Hội đồng Harrow đã đồng ý xây dựng một sân vận động mới có tên là Sân vận động Hive tại Prince Edward mà câu lạc bộ có thể sử dụng trong thời gian lên đến 10 năm. Vào tháng 2 năm 2013, việc Barnet chuyển đến sân mới đã được The Football League phê chuẩn.

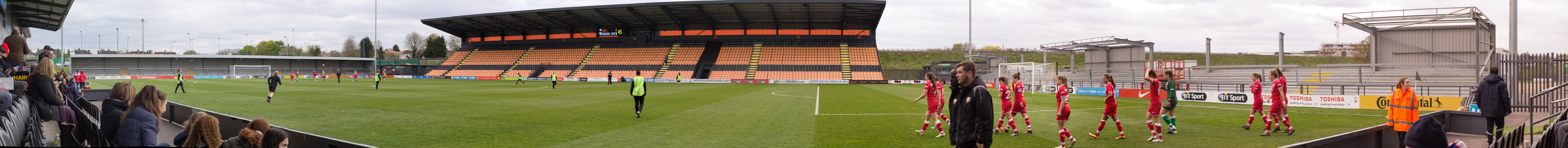
Sân vận động The Hive vào tháng 4 năm 2016